# Chrominance
Chrominance (též nazývaná chroma nebo zkráceně C) je jedním ze tří základních prvků barevného modelu používaného v videosystémech. Je to klíčový prvek barevných televizních a videosystémů, jako jsou NTSC, PAL a SECAM, a také digitálních formátů jako YCbCr. Chrominance přenáší informace o barvě a obvykle je oddělena od signálu luminance (Y'), který  zprostředkovává informace o jasu obrazu. 

## Definice
Chrominance je definována pomocí dvou komponent rozdílu barev:
- U = B′ − Y′ (modrá minus luminance)
- V = R′ − Y′ (červená minus luminance)

### Kombinace rozdílových signálů (Color Difference Signals)
Kombinace rozdílových signálů , známé jako Color Difference Signals, jsou klíčové komponenty používané v televizních systémech k přenosu barevných informací. Tyto signály se generují z RGB (červená, zelená, modrá) matice a jsou navrženy tak, aby jejich hodnoty byly nulové, pokud v obraze není přítomna žádná barva. Tyto signály, známé jako R-Y a B-Y, jsou odvozeny z RGB matice následujícím způsobem:
- R-Y (červená minus luminance): Tento signál odstraňuje složku jasu (Y) z červeného kanálu, což vede k zachycení pouze červené chrominance.
- B-Y (modrá minus luminance): Tento signál odstraňuje jasovou složku z modrého kanálu, zanechává pouze modrou chrominance.

Tyto signály jsou klíčové pro systémy jako NTSC, kde jsou transformovány do komponent I a Q pro modulaci a přenos. I a Q signály jsou specificky upravené formy rozdílových signálů:
- I (In-phase): Kombinuje R-Y a B-Y do jedné složky, která pomáhá přenášet barvu efektivně přes analogové televizní systémy.
- Q (Quadrature): Spolu s I signálem umožňuje kodifikaci barvy v systému NTSC.

## Historie
Přechod od černobílé k barevné televizi v polovině 20. století byl technologickým milníkem, který umožnil masivní rozšíření barevného vysílání. NTSC byl prvním standardem, který začlenil chrominanci do svého vysílacího systému v roce 1953 v USA, což umožnilo barevné vysílání bez ovlivnění stávajících černobílých přijímačů.  NTSC standardně používal 525 řádků na snímek s frekvencí snímkování 29.97 snímků za sekundu. Jedním z hlavních problémů NTSC byla jeho náchylnost k barevným zkreslením při přenosu, která byla způsobena nestabilitou fázového posunu mezi vysílaným a přijímaným signálem. To vedlo k barevným posunům a někdy k neostrým obrazům. Evropský PAL a francouzský SECAM následovaly s vylepšeními v oblasti kvality barvy a stabilitě vysílání.  PAL a SECAM používaly také 625 řádků na snímek a frekvenci snímkování 25 snímků za sekundu. 

## Technologický vývoj

### Technické normy a standardy
Konkrétní formátování a zpracování U a V komponent se liší v závislosti na použitém video standardu:
- NTSC (National Television System Committee): U a V jsou modulovány pomocí kvadraturní amplitudové modulace s fázovým posunutím 90° na subnosiči, která se nachází 3.579545 MHz nad hlavní nosnou frekvencí obrazu. [4]
- PAL (Phase Alternating Line): U a V komponenty jsou modulovány na stejnou nosnou frekvenci pro chrominanci 4.43361875 MHz. Tato frekvence umožňuje modulaci barevného signálu odděleně od luminančního signálu a minimalizuje možnost křížových barevných artefaktů, což je častý problém u starších televizních systémů.
- SECAM (Séquentiel Couleur à Mémoire): Na rozdíl od NTSC a PAL, SECAM přenáší U a V komponenty sekvenčně a na různých nosných frekvencích. [5]
  - Dr (Differential Red): Chrominancová složka pro červenou barvu je modulována na frekvenci 4.40625 MHz.
  - Db (Differential Blue): Chrominancová složka pro modrou barvu je modulována na frekvenci 4.25 MHz.
- Digitální formáty (YCbCr): U a V jsou transformovány na Cb (Chrominance-Blue) a Cr (Chrominance-Red), které jsou digitalizovány pro ukládání a přenos. [6]